# Jan Goethel
Jan Goethel – polski gitarzysta rockowy i basista popowy. Jeden z prekursorów warszawskiego bigbitu.

## Kariera muzyczna
Założyciel lub współzałożyciel i gitarzysta warszawskich, młodzieżowych zespołów bigbitowych: Chochoły (1962–1963), Dzikusy (1963–1964), Leniuchy (1965–1967) i Pięciu (1967–1968).

Jako basista wykonywał muzykę pop. Krótko współpracował z Heliosami (1968), a następnie przez kilka lat z grupą Wanderpol (1969–1973), która nagrywała m.in. z Daną Lerską i Reną Rolską. Poza tymi dwiema piosenkarkami muzyk towarzyszył na scenie wraz z zespołem (głównie podczas występów w ZSRR), takim wykonawcom, jak: Maria Koterbska, Stanisława Kowalczyk, Marian Jonkajtys, Zdzisław Słowiński, Piotr Loretz, Siostry Panas, Marek Lewandowski, Wiktor Zatwarski, czy Pro Contra. Od stycznia do maja 1972 i w 1976 roku był członkiem zespołu instrumentalnego pod kier. Antoniego Kopffa, który towarzyszył Particie. Ponadto w latach siedemdziesiątych grał w grupie Wiktora Stroińskiego Sezam. W studiu nagraniowym współpracował m.in. z Januszem Laskowskim, będąc członkiem Zespołu muzycznego pod kier. Zbigniewa Porzyńskiego (longplay pt. Kolorowe jarmarki z 1981) i kabaretem Kaczki z Nowej Paczki (longplay pt. Greps z 1984).